# Трав'янка велика
Трав'янка велика (Saxicola insignis) — вид горобцеподібних птахів родини мухоловкових (Muscicapidae).

## Спосіб життя
Гніздиться у високих горах виключно в поясі альпійських і субальпійських лук на висоті 2100 — 3100 м над рівнем моря. Обирає ділянки з скельними виходами і напівпересохшими струмками. Наявність постійних джерел чистої води для пиття і купання — неодмінно умова для місця гніздування. Гнізда масивні (14-19 см в діаметрі), товстостінні, укриті нависаючим дерном або заховані в скельних щілинах. У році один цикл розмноження. У кладці 4-5 яєць. Часто 3-5 пар селяться близько один від одного, і самці активно охороняють суміжні кордони порівняно невеликих територій. Дорослі переслідують довгохвостих ховрахів, які розоряють гнізда.

## Живлення
Харчується комахами, переважно жуками. Здобич ловить на землі, виглядаючи її з вершин кущів.

## Розповсюдження
Мешкає в альпійських або субальпійських луках і чагарниках в горах Монголії і суміжних районах Росії. Також зустрічається в Бутані, Китаї, Індії, Казахстані та Непалі.
Він зимує в тераи в Непалі і північній Індії, в сухих і вологих луках, чагарниках очерету і тамариску вздовж русел річок, а також у полях цукрової тростини. Взимку зустрічається на охоронюваних територіях національних парків Казіранга, Джим Корбетт і Манас в Індії, а також у заповідниках Лумбіні, Шукла Фанта і національному парку Чітван.

## Охорона
Цей вид був віднесений до уразливих. Серйозну загрозу становить швидка втрата лугів, які він використовує для зимівель. В даний час популяція становить від 2500 до 10 000 особин.